# I liga polska w futsalu (2002/2003)
I liga polska w futsalu 2002/2003 – dziewiąta edycja najwyższych w hierarchii rozgrywek klubowych polskiej ligi futsalu. Tytuł Mistrza Polski wywalczyła P.A. Nova Gliwice.
| Poziomy ligowe w futsalu w sezonie 2002/2003 | Poziomy ligowe w futsalu w sezonie 2002/2003 | Poziomy ligowe w futsalu w sezonie 2002/2003 | Poziomy ligowe w futsalu w sezonie 2002/2003 |
| Rozgrywki                                    | Poziomy ligowe                               | Liga                                         | Sezon                                        |
| -------------------------------------------- | -------------------------------------------- | -------------------------------------------- | -------------------------------------------- |
| Centralne                                    | I poziom                                     | I Liga                                       | Sezon 2002/2003 (1 grupa)                    |
| Centralne                                    | II poziom                                    | II Liga                                      | Sezon 2002/2003 (2 grupy)                    |
| Regionalne                                   | III poziom                                   |                                              |                                              |

## Tabela
| Lp.    | Drużyna                             | M  | Z  | R | P  | B+  | B-  | +/- | Pkt. | Uwagi                 |
| ------ | ----------------------------------- | -- | -- | - | -- | --- | --- | --- | ---- | --------------------- |
| złoto  | P.A. Nova Gliwice                   | 18 | 16 | 0 | 2  | 103 | 62  | 41  | 48   | II f.gr. Puch. Europy |
| srebro | Clearex Chorzów                     | 18 | 15 | 0 | 3  | 134 | 47  | 87  | 45   |                       |
| brąz   | Baustal Kraków                      | 18 | 12 | 3 | 3  | 123 | 73  | 50  | 39   |                       |
| 4      | Jango Gliwice                       | 18 | 10 | 2 | 6  | 51  | 54  | -3  | 32   |                       |
| 5      | Cuprum Polkowice                    | 18 | 7  | 3 | 8  | 75  | 84  | -9  | 24   |                       |
| 6      | Rekord Bielsko-Biała                | 18 | 6  | 4 | 8  | 72  | 73  | -1  | 22   |                       |
| 7      | TPC Komputery Legnica               | 18 | 4  | 3 | 11 | 60  | 85  | -25 | 15   |                       |
| 8      | Skała-Inter Tychy                   | 18 | 4  | 2 | 12 | 66  | 93  | -27 | 14   |                       |
| 9      | Irex Sosnowiec                      | 18 | 2  | 4 | 12 | 61  | 125 | -64 | 10   | Baraże/spadek         |
| 10     | Timemaster Siemianowice Śląskie (b) | 18 | 3  | 1 | 14 | 58  | 107 | -49 | 10   | Baraże/spadek         |

- ITR Iława przed sezonem zmienił nazwę na Jeziorak Iława.
- Unisoft Gdynia i Jeziorak Iława wycofały się w trakcie rozgrywek. Wyniki meczów z ich udziałem zostały anulowane.
- Team Legnica przed sezonem zmienił nazwę na TPC Komputery Legnica.

Źródło  

## Baraże o utrzymanie w I lidze
I runda (drużyny z II ligi)
- I para barażowa
  - 9 marca 2023, Seat Arpol Toruń - FRIB-EX Ruda Śląska 6:3
  - 16 marca 2003, FRIB-EX Ruda Śląska - Seat Arpol Toruń 2:3
- II para barażowa
  - 9 marca 2023, FC Rotterdam Tychy - Holiday "Życie Chojnic" Chojnice 6:11
  - 16 marca 2003, Holiday "Życie Chojnic" Chojnice - FC Rotterdam Tychy 3:3

II runda
- I para barażowa
  - 23 marca 2023, Irex Sosnowiec - Seat Arpol Toruń 6:4
  - 30 marca 2023, Seat Arpol Toruń - Irex Sosnowiec 4:2
- II para barażowa
  - 23 marca 2023, Timemaster Siemianowice Śląskie - Holiday "Życie Chojnic" Chojnice 8:5
  - 6 kwietnia 2023, Holiday "Życie Chojnic" Chojnice - Timemaster Siemianowice Śląskie 8:4

Źródło 

## Najlepsi strzelcy
Źródło:
| Zawodnik            | Drużyna         | Bramki |
| ------------------- | --------------- | ------ |
| Robert Dąbrowski    | Baustal Kraków  | 34     |
| Krzysztof Marzec    | Baustal Kraków  | 30     |
| Andrzej Szłapa      | Clearex Chorzów | 28     |
| Krzysztof Kuchciak  | Clearex Chorzów | 28     |
| Krzysztof Jasiński  | Clearex Chorzów | 24     |
| Krzysztof Filipczak | Baustal Kraków  | 24     |

## Klasyfikacja medalowa mistrzostw Polski po sezonie
|   | Klub                 | złoto | srebro | brąz |
| - | -------------------- | ----- | ------ | ---- |
| 1 | P.A. Nova Gliwice    | 4     | 2      | 2    |
| 2 | Clearex Chorzów      | 3     | 1      |      |
| 3 | Cuprum Polkowice     | 2     |        | 2    |
| 4 | Baustal Kraków       |       | 1      | 1    |
| 5 | Jard Gliwice         |       | 1      |      |
| 5 | Rekord Bielsko-Biała |       | 1      |      |
| 5 | Opał Gniezno         |       | 1      |      |
| 5 | Mistreated Jaworzno  |       | 1      |      |
| 5 | Cambras Legnica      |       | 1      |      |
| 6 | SUW-TOR Łódź         |       |        | 1    |
| 6 | Cynk-Mal Legnica     |       |        | 1    |
| 6 | Goldenmajer Kraków   |       |        | 1    |
| 6 | Jango Gliwice        |       |        | 1    |

## Źródła
- futsalekstraklasa.pl